# Mursalevo, Kiustendil
Mursalevo (în bulgară Мурсалево) este un sat în comuna Kocerinovo, regiunea Kiustendil,  Bulgaria. 

## Demografie
Componența etnică a satului Mursalevo
     Bulgari (97,81%)
     Nicio identificare (2,18%)
     Altele (0%)
La recensământul din 2011, populația satului Mursalevo era de 458 locuitori. Din punct de vedere etnic, majoritatea locuitorilor (97,81%) erau bulgari. Pentru 2,18% din locuitori nu este cunoscută apartenența etnică.